# Claude Champagne (évêque)
Pour les articles homonymes, voir Claude Champagne et Champagne.
Mgr Claude Champagne, o.m.i. (22 juillet 1947) est un prélat canadien de l'Église catholique. Il est présentement l'évêque du diocèse d'Edmundston au Nouveau-Brunswick.

## Biographie
Claude Champagne nait le 22 juillet 1947 à Lachine au Québec. En 1975, il rejoint la congrégation des Oblats de Marie-Immaculée. Il fait sa profession religieuse le 8 juin 1975. Le même mois, il est ordonné diacre. Le 9 août 1975, il est ordonné prêtre.
Le 25 mars 2003, le pape Jean-Paul II le nomme évêque titulaire de Sufasar et évêque auxiliaire de l'archidiocèse de Halifax en Nouvelle-Écosse. Le 11 juin 2003, il est consacré évêque par l'archevêque de Halifax, Terrence Prendergast.
Le 13 juillet 2007, le pape Benoît XVI le nomme administrateur apostolique pour les sièges vacants des diocèses de Yarmouth et de Halifax. Il occupe ce poste jusqu'au 18 octobre 2007.
Le 5 janvier 2009, il devient l'évêque du diocèse d'Edmundston au Nouveau-Brunswick.